# Clarksburg (Tennessee)
Clarksburg é uma cidade  localizada no estado norte-americano de Tennessee, no Condado de Carroll.

## Demografia
Segundo o censo norte-americano de 2000, a sua população era de 285 habitantes.
Em 2006, foi estimada uma população de 375, um aumento de 90 (31.6%).

## Geografia
De acordo com o United States Census Bureau tem uma área de
3,1 km², dos quais 3,1 km² cobertos por terra e 0,0 km² cobertos por água.

## Localidades na vizinhança
O diagrama seguinte representa as localidades num raio de 24 km ao redor de Clarksburg.